# 米罗斯拉夫·布拉泽维奇
米罗斯拉夫·布拉热维奇（1935年2月10日—2023年2月8日），克罗地亚足球主教练，曾经率领克罗地亚国家队获得1998年法国世界杯季军，在中国执教时曾担任上海申花和中国国奥队主教练。

## 生平

### 球員及早期教練生涯
布拉泽维奇出生于南斯拉夫王国特拉弗尼克（现属波黑）的一个克罗地亚族家庭。他的职业球员生涯成绩并不突出，后期都在瑞士效力，退役后也在瑞士开始自己的教练生涯，先后在沃韦FC(1968-71年)、锡永(1971-76年)和洛桑体育(1976-79年)等瑞士俱乐部执教。在1976年，他曾经做为瑞士国家队的临时主教练带领球队打过两场比赛。
1979年，布拉泽维奇回到南斯拉夫，他先在里耶卡执教一年，然后转投当时南斯拉夫联赛的劲旅萨格勒布迪纳摩，在萨格勒布迪纳摩他取得巨大的成功，并在1981-82赛季帮助球队获得阔别24年的南斯拉夫联赛冠军，随后的一个赛季他又带领球队获得南斯拉夫杯赛冠军。但由于政治原因他却不得不离开南斯拉夫，回到瑞士执教苏黎世草蜢，并在1983-84赛季获得瑞士足球超级联赛冠军。1985年他再次来到南斯拉夫，先帮助普里什蒂纳在南斯拉夫顶级联赛保级成功，随后他第二次执教萨格勒布迪纳摩。但在萨格勒布三年的执教生涯中，他没有为球队获得一项锦标。后来他又先后在法国的南特和希腊的帕奥克执教。

### 克羅地亞國家隊
南斯拉夫解体后，他来到新独立的克罗地亚，第三次执教萨格勒布迪纳摩（当时改称克罗地亚萨格勒布），他带领球队获得1992/93赛季克罗地亚足球甲级联赛冠军和93/94赛季克罗地亚杯冠军。1994年，他不得不离开克罗地亚萨格勒布，因为新组建的克罗地亚国家队需要他担任主帅参加克罗地亚足球史上第一个重大比赛－1996年欧洲足球锦标赛外围赛。在他的带领下，克罗地亚在外围赛中压倒世界劲旅意大利，以小组第一的成绩入围1996年欧洲足球锦标赛。克罗地亚在96欧锦赛小组赛先后战胜土耳其和卫冕冠军丹麦，提前一轮晋级八强。虽然克罗地亚后来1比2不敌后来的冠军德国国家队止步八强，但布拉泽维奇和克罗地亚依然赢得不少称赞。1997年，克罗地亚在1998年世界杯外围赛附加赛中击败乌克兰，历史上首次进入世界杯决赛圈。

### 1998年世界杯
在1998年世界杯足球赛，布拉泽维奇带领克罗地亚开始了黑马之旅。当时克罗地亚拥有兹沃尼米尔·博班、达沃·苏克等一批才华横溢的球员，而布拉泽维奇很好地把这些球员捏合为一个整体。克罗地亚小组赛先后击败日本和牙买加，虽然在最后一场输给阿根廷，但仍然以小组第二名的成绩出线。淘汰赛中克罗地亚先是1比0击败罗马尼亚，随后又出人意料地3比0大比分击败96欧锦赛冠军德国。在半决赛中，克罗地亚1比2不敌最后的冠军东道主法国，接着在三四名决赛中2比1击败荷兰队获得世界杯第三名，布拉泽维奇的声望达到前所未有的高度。
但布拉泽维奇在克罗地亚国家队的执教生涯却开始遇到挫折，1999年10月10日，在2000年欧洲足球锦标赛外围赛的一场生死大战中，克罗地亚主场在人数占优的情况下被南斯拉夫逼平，只获得小组第三名，无缘决赛圈比赛。在克罗地亚足协的挽留下，他决定继续留任。随后他决定清洗老将，提拔年轻球员参加2002年世界杯外围赛，但克罗地亚在前两场比赛都取得平局，布拉泽维奇只能辞职。

### 辭去克羅地亞國家隊後
由于在法国世界杯取得的名望，他被邀请带领伊朗队冲击2002年世界杯，但伊朗队却在附加赛中输给爱尔兰队，布拉泽维奇宣布辞职，回到克罗地亚执教奥西耶克，并成功率领球队保级。接着他第四度出任萨格勒布迪纳摩的主教练，带领球队赢得2002/03赛季克罗地亚联赛冠军，但由于和俱乐部高层发生矛盾而不得不再次离开。此后几年，布拉泽维奇先后在斯洛文尼亚的慕拉、克罗地亚的瓦特克斯、哈伊杜克、瑞士的纳沙泰尔和克罗地亚的萨格勒布等俱乐部执教。
2008年7月10日，布拉泽维奇接受波黑足协的邀请，正式担任波黑主帅。波黑队在他的带领下在2010年世界杯外围赛表现出色，压倒传统劲旅土耳其和比利时，获得小组第二名。但是在2009年11月进行的附加赛中，波黑最终被葡萄牙淘汰，失去参加2010年世界杯的资格，布拉泽维奇与波黑足协的合同也就此结束。

### 执教上海申花
布拉泽维奇离开波黑国家队之时，中国足球超级联赛球队上海申花老板朱骏亲赴欧洲，最终说服他与球队签订了最长两年的1+1合同，从2010年开始出任上海申花的主教练。布拉泽维奇及由他选定的三名助理教练的团队的总年薪为100万欧元。2010赛季的申花队虽然出售了原球队中的多名“大牌”球员，但是年轻化的球队在布拉泽维奇的带领下仍然表现出色，在联赛第一阶段结束后曾一度占据积分榜第一，最终夺得了联赛季军。
布拉泽维奇的临场指挥能力和对于队内年轻球员的使用博得了中国足球界的广泛认同。赛季结束后，原定由亚军球队主教练带领中超明星队对抗新科联赛冠军山东鲁能的比赛临时变成由布拉泽维奇作为季军球队主帅带队，结果临时组建的明星队3：0战胜了山东鲁能。

### 中国国奥队
2010年12月11日，中国足协宣布布拉泽维奇正式出任中国国奥队新任主教练。
2011年6月，中国国奥队在伦敦奥运预选赛经过两场比赛被阿曼国奥淘汰出局后，布拉泽维奇与中国足协的合同自动终止。

## 荣誉

### 俱乐部
- 瑞士杯：1974
- 瑞士超级联赛：1983/84
- 南斯拉夫甲级联赛：1981/82
- 南斯拉夫杯：1983
- 克罗地亚甲级联赛：1992/93，2002/03
- 克罗地亚杯：1994

### 国家队
- 克罗地亚
  - 1996年欧洲足球锦标赛：八强
  - 1998年世界杯足球赛：第三名

### 個人
- 弗拉尼奧·博卡尔體育獎（Državna nagrada za šport "Franjo Bučar"）
  - 1998，2007